# Sierra del Santerón
Sierra del Santerón este o arie protejată (arie specială de conservare — SAC, sit de importanță comunitară — SCI) din Spania întinsă pe o suprafață de 2.605,74 ha, integral pe uscat.

## Localizare
Centrul sitului Sierra del Santerón este situat la coordonatele 40°02′41″N 1°24′26″W / 40.0448°N 1.4071°V.

## Înființare
Situl Sierra del Santerón a fost declarat sit de importanță comunitară în ianuarie 2001 pentru a proteja 4 specii de animale. Situl a fost protejat și ca arie specială de conservare în mai 2015.

## Biodiversitate
Situată în ecoregiunea mediteraneană, aria protejată conține 14 habitate naturale: Pseudostepă cu ierburi și specii anuale de Thero-Brachypodietea, Izvoare petrifiante cu formare de travertin (Cratoneurion), Pajiști cu Molinia pe soluri calcaroase, turboase sau argilos-nămoloase (Molinion caeruleae), Pajiști alpine și subalpine calcaroase, Matorral arborescenți cu Juniperus spp., Mlaștini alcaline, Lande oro-mediteraneene cu formațiuni endemice de grozamă, Păduri de pin (sub-) mediteraneene cu pini negri endemici, Grohotișuri termofile și vest-mediteraneene, Pante stâncoase calcaroase cu vegetație casmofită, Pajiști alpine și boreale, Păduri de Quercus ilex și Quercus rotundifolia, Pajiști umede mediteraneene cu ierburi înalte de Molinio-Holoschoenion, Păduri endemice cu Juniperus spp..
La baza desemnării sitului se află mai multe specii protejate:
- păsări (3): șoim călător (Falco peregrinus), turturică (Streptopelia turtur), silvie de tufiș (Sylvia undata)
- nevertebrate (1): Austropotamobius pallipes

Pe lângă speciile protejate, pe teritoriul sitului au mai fost identificate 11 specii de plante, 1 specie de păsări.